# Rockie Fresh
Donald Pullen (Chicago, 16 april 1991), beter bekend onder zijn artiestennaam Rockie Fresh, is een Amerikaanse rapper, die onder contract van Maybach Music staat.

## Biografie
Pullen werd geboren in Chicago, vanwaaruit hij al vrij snel samen met zijn moeder, vader en zus naar Homewood verhuisde, waar hij op school begon te rappen onder de door vrienden gegeven artiestennaam Rockie Fresh. In 2009 begon begon Rockie aan zijn debuut-mixtape Rockie's Modern Life, die in een kleine studio in Chicago werd opgenomen. Nadat de mixtape was uitgekomen, ontmoette Rockie algauw zijn manager, die hem ertoe aanmoedigde een tweede mixtape uit te brengen, getiteld The Otherside. Vanwege de goede verkoop van Rockies eerste twee mixtapes bracht zijn manager hem in contact met Rick Ross, waarna hij al snel een contract met Ross' Label Maybach Music Group tekende.

## Discografie

### Albums
| Jaar | Titel           |
| ---- | --------------- |
| 2013 | nog niet bekend |

### Mixtapes
| Jaar | Titel                |
| ---- | -------------------- |
| 2009 | Rockie's Modern Life |
| 2010 | The Otherside        |
| 2011 | The Otherside Redux  |
| 2012 | Driving 88           |
| 2013 | Electric Highway     |
| 2013 | The Birthday Tape    |